# Les Malheurs d’un amant heureux
Les Malheurs d’un amant heureux est le quatrième roman de Sophie Nichault de la Valette, dame Lottier puis Gay, publié anonymement en 1818. L’intrigue a pour cadre la haute société parisienne du Directoire.

## Genèse de l’œuvre
Sophie Gay est affectée par la mort de son beau-frère ruiné et de Mme de Staël, elle se retire à la campagne pour écrire son roman. Le roman est sous-titré lors de sa seconde édition « mémoires d’un jeune aide-de-camp de Napoléon Bonaparte écrits par son valet de chambre ». Le roman décrit une des périodes d’agitation de la société, qui est retranscrite dans le roman.

## Résumé
Un résumé de 1825 : « Le charlatanisme des libraires est incroyable. MM. Boulau et Tardieu se sont évidemment moqué de nous. Pensent-ils nous en imposer grâce au titre de leur ouvrage, et nous persuader que des mémoires écrits avec autant d’esprit et de charme que ceux qu’ils nous annoncent sous le titre des Malheurs d’un amant heureux, sont sortis d’une plume accoutumée à écrire des mémoires de blanchisseuses, ou à grossir des mémoires de marchand, en un mot de la plume d’un valet de chambre. Au reste si le fait est vrai, quoique peu vraisemblable, et que le valet de chambre qui a tracé ceux-ci veuille changer de condition, il n’y a pas d’hommes de lettres qui ne le prenne volontiers à son service, et qui ne lui confie les fonctions de secrétaire.
M. Victor a classé avec beaucoup d’art et de méthode les aventures qu’il raconte. Il a esquissé ses caractères d’une main habile et exercée ; il peint le monde en observateur rempli de sagacité. Sa narration est vive, animée, piquante et spirituelle ; il décrit aussi bien un assaut qu’une fête, et n’est pas plus embarrassé pour expliquer les combinaisons d’un grand général que les artifices d’une adroite coquette. On dirait qu’il a étudié Xénophon quand il parle de combats, et Richardson quand il parle d’amour ; il excelle dans la peinture des passions héroiques et des passions tendres ; on le suit avec un égal intérêt sur le champ de bataille où gronde le canon, et dans le bosquet où chante le rossignol.
Il serait difflcile de donner en quelques lignes l’analyse des événemens qui remplissent un ouvrage où chaque page offre quelque chose de remarquable. Ce serait d’ailleurs nuire au plaisir qu’aura le lecteur à en suivre les développemens. Il suffira de donner une idée de l’intrigue principale. Le titre indique assez qu’il s’agit ici de peindre les malheurs dans lesquels un homme à bonnes fortunes se trouve entraîné par ses succès même, et sous ce point de vue, l’ouvrage qui renferme d’ailleurs d’excellens précepte , a son côté utile et moral ; il démontre que les fruits du plaisir sont quelquefois amers, que la douce voix des syrènes est souvent trompeuse, et que les aventures qui se présentent de la manière la plus séduisante, n’ont pas toujours un dénouement agréable. Il n’y aura pourtant pas là de quoi en dégoûter. Dès que le flambeau de l’amour s’allume, il éblouit et cache le précipice vers lequel il nous conduit. Nous nous croyons toujours à l’abri de ce qui est arrivé à d’autres, et nous nous flattons, quand nous avons éprouvé quelque malheur, que nous serons plus heureux une autre fois. Aussi l’expérience des autres et la nôtre même est-elle peu-près perdue, et quand nous aurons vu Gustave de Révanne victime des artifices d’une femme peu estimable, nous n’irons pas moins tomber aux genoux d’une coquette, avec la persuasion qu’elle nous aime de la meilleure foi du monde.
Trois femmes, sans compter les soubrettes, figurent dans les malheurs de l’amant heureux. Leurs caractères sont différens, l’une est tendre est sensible, l’autre artificieuse et coquette, la troisième violente et passionnée ; ces trois caractères sont tracés avec des nuances vives et délicates, et placés dans des situations ingénieusement préparées pour les faire valoir et ressortir. Quant à la marche de l’intrigue, elle est telle qu’elle devait être ; la femme sensible est abandonnée pour la coquette ; la coquette pour la passionnée ; le héros du roman revient de la femme passionnée, quand elle est morte, à la coquette qu’il a trahie, et de la coquette, qui le trompe, à la femme sensible qu’il avait oubliée, et qui l’aimait toujours. Toutes ces transitions sont faites habilement ; Gustave se trouve entraîné si naturellemcnt par les événemens qui amènent ses changemens d’amour, que son inconstance parait tonjours excusable, et qu’on ne l’en aime pas moins, ce qui n’est pas une preuve médiocre du talent de l’auteur. Le second volume surtout de cet ouvrage est rempli de charme et d’intérêt, de scènes variées et dramatiques, de tableaux brillans et gracieux, de traits fins et spirituels. Le style a beaucoup d’analogie avec celui d’Anatole et de Léonie de Mombreuse, romans charmans de Mme S. G. L’auteur ne pouvait choisir, de plus agréables modèles, il les a imités, surpassés peut-être, et quand on a fini le livre qu’on ne peut quitter, on est forcé de convenir que M. le valet de chambre écrit de main de maître. »

## Personnages
- Gustave de Révanne, jeune aide-de-camp de Napoléon Bonaparte,
- Victor, valet de Gustave, est censé avoir écrit le roman de son maître,
- Mme de Revanne, mère de Gustave,
- Mme de Civray, femme sensible, cousine des Révanne,
- Mme de Verseuil, femme coquette,
- Stéphania, épouse Ragutri, la plus belle des Milanaises, femme passionnée.

## Éditions
- 1818 : Les Malheurs d’un amant heureux, traduit de l’anglais, par M.*** (notice BNF)
- 1823 : Les Malheurs d’un amant heureux, ou mémoires d’un jeune aide-de-camp de Napoléon Bonaparte écrits par son valet de chambre, Bouilland et Tardieu, 6 livres et 3 tomes (facsimilé Hathitrust, facsimilé Gallica), réédité en 1828 (notice BNF)
- 1864 : Les Malheurs d’un amant heureux, Michel Lévy frères , réédité en 1869 (), et en 1873 [facsimilé Internet Archive).
  - Les Malheurs d’un amant heureux sur Wikisource, Paris, Paris, Michel Lévy frères, éditeurs, 1873    (Wikisource)

## Réception
Dès sa sortie et malgré l’anonymat, Charles de Rémusat dans sa correspondance, y voit un roman à clé et l’attribue bien à Sophie Gay.
En 1828, lors de la réédition de l’ouvrage, Stendhal en fait une chronique neutre, relevant le succès du roman et  le fait qu'il donne une « image très précise des mœurs de la vie de la haute société vers 1796.